# Cestica
Cestica es un municipio de Croacia en el condado de Varaždin.

## Geografía
Se encuentra a una altitud de 194 m s. n. m. a 109 km de la capital nacional, Zagreb.

## Demografía
En el censo 2011, el total de población del municipio fue de 5811 habitantes, distribuidos en las siguientes localidades:
- Babinec - 576
- Brezje Dravsko - 208
- Cestica - 503
- Dubrava Križovljanska - 269
- Falinić Breg - 99
- Gornje Vratno - 1 317
- Jarki - 156
- Kolarovec - 249
- Križanče - 128
- Križovljan Radovečki - 258
- Mali Lovrečan - 65
- Malo Gradišće - 126
- Natkrižovljan - 262
- Otok Virje - 254
- Radovec - 343
- Radovec Polje - 144
- Selci Križovljanski - 187
- Veliki Lovrečan - 333
- Virje Križovljansko - 267
- Vratno Otok - 67

| Gráfica de población de Cestica 1857-2011                           |
|                                                                     |
| Según los censos de población de la oficina estadística de Croacia. |